# آقچه (سکه)

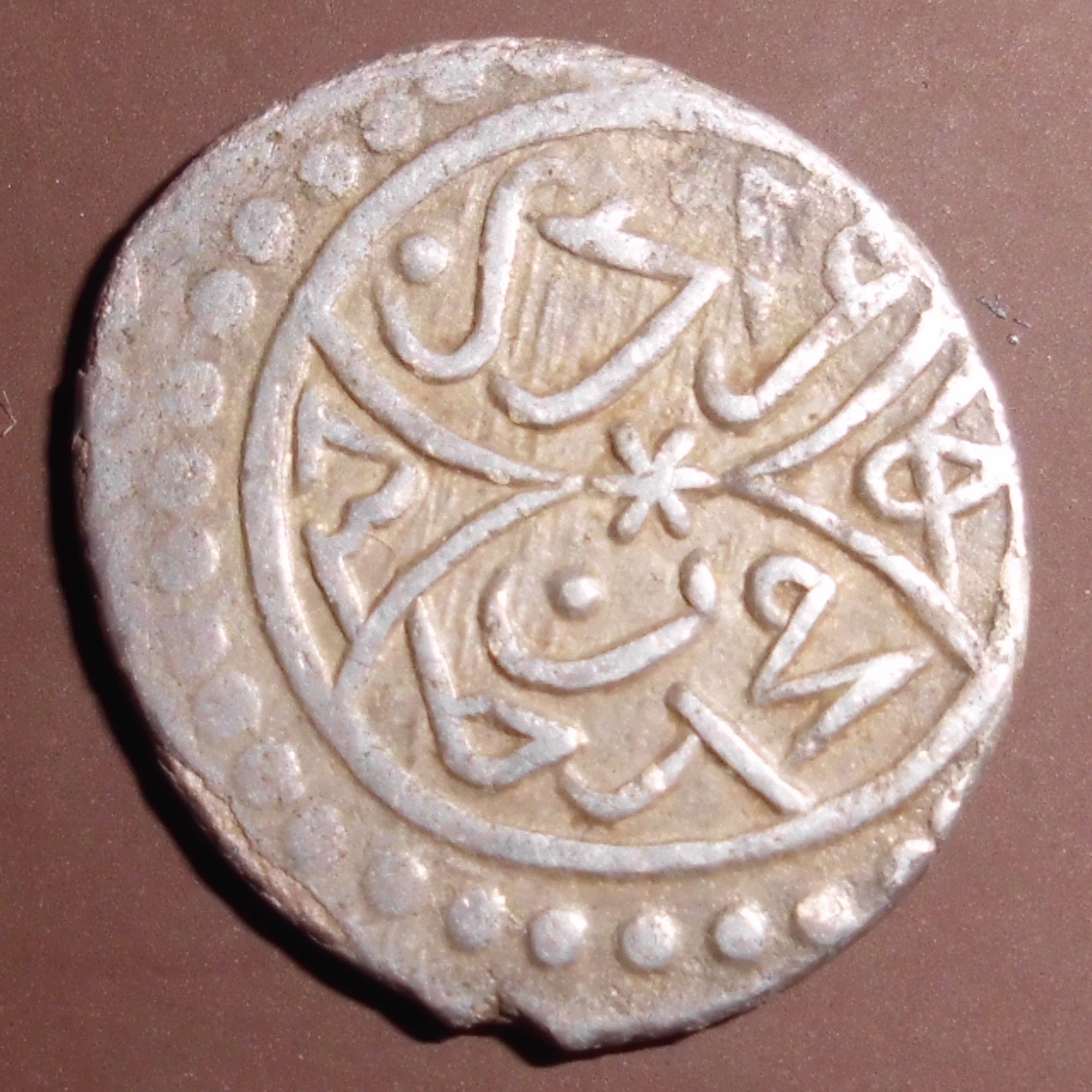
نمایی از یک‌سکهٔ آقچه در دوران سلطان مراد دوم، مرتبط با دههٔ ۱۴۳۰ میلادی

آقچه سکه‌ای از جنس نقره بود که در دوران حکومت امپراطوری عثمانی ضرب می‌شد و در تمامی سرزمین‌های تحت سلطه رایج بود. ریشه کلمه آغچه از زبان مغولی به معنی زر یا سیم سکه مانند به رنگ سفید می‌باشد.
نخستین آقچه عثمانی در سال ۷۲۹ قمری(۱۳۲۹ میلادی) در شهر بورسا ضرب شد. سکه‌های اولیه تاریخ ضرب نداشت و شکل آن شبیه درهم سلجوقیان و معادل ۶ قیراط(۱/۴ مثقال)وزن و با عیار ۹۰٪ نقره بود. وزن و عیار سکه آقچه در دوره‌های مختلف همواره بالا و پائین می‌شد تا این که با اصلاحات پولی سلطان سلیمان دوم در ۱۰۹۹ قمری(۱۶۸۸ میلادی) ضرب آقچه ممنوع و به جای آن قروش انتخاب گردید.
آقچه در برخی فرهنگ‌ها به معنای واحد اندازه‌گیری برای دوازده ساعت آب است.(لغتنامه دهخدا ٫ فرهنگ فارسی معین و فرهنگ عمید)که برای آبیاری مزارع و باغات کاربرد داشت.
در بیت شعری از سعدی شیرازی آمده‌است:
| مژدگانی که گل از غنچه برون می‌آید |  | صد هزار آقچه ریزند عروسان بهار |